# Paphiopedilum supardii
Paphiopedilum supardii là một loài thực vật có hoa trong họ Lan. Loài này được Braem & Löb mô tả khoa học đầu tiên năm 1985.